# Congratulations (musikalbum)
Congratulations är ett musikalbum av MGMT som släpptes i april 2010 på skivbolaget Columbia Records. Skivan gick dock att lyssna på via gruppens hemsida i mars 2010 som följd av att den läckt ut på nätet. Albumet spelades in i Malibu, Kalifornien under sommaren 2009. Gruppen hade först tänkt sig att inte släppa några singlar från albumet eftersom man ville att det skulle avlyssnas som en helhet och inte att några låtar skulle överskugga resten av albumet (vilket blev fallet med Oracular Spectacular) men senare släpptes ändå "Flash Delirium" som singel.

## Låtlista
1. "It's Working" - 4:06
2. "Song for Dan Treacy" -4:09
3. "Someone's Missing" - 2:29
4. "Flash Delirium" - 4:15
5. "I Found a Whistle" - 3:40
6. "Siberian Breaks" - 12:09
7. "Brian Eno" - 4:31
8. "Lady Dada's Nightmare" - 4:31
9. "Congratulations" - 3:55

## Listplaceringar
- Billboard 200, USA: #2
- UK Albums Chart, Storbritannien: #4[1]
- ARIA Charts, Australien: #9[2]
- Frankrike: #7[3]
- VG-lista, Norge: #20[4]
- Sverigetopplistan: #16[5]